# 乔瓦尼·达莱·班德·内雷纪念碑
43°46′30.04″N 11°15′17.88″E / 43.7750111°N 11.2549667°E

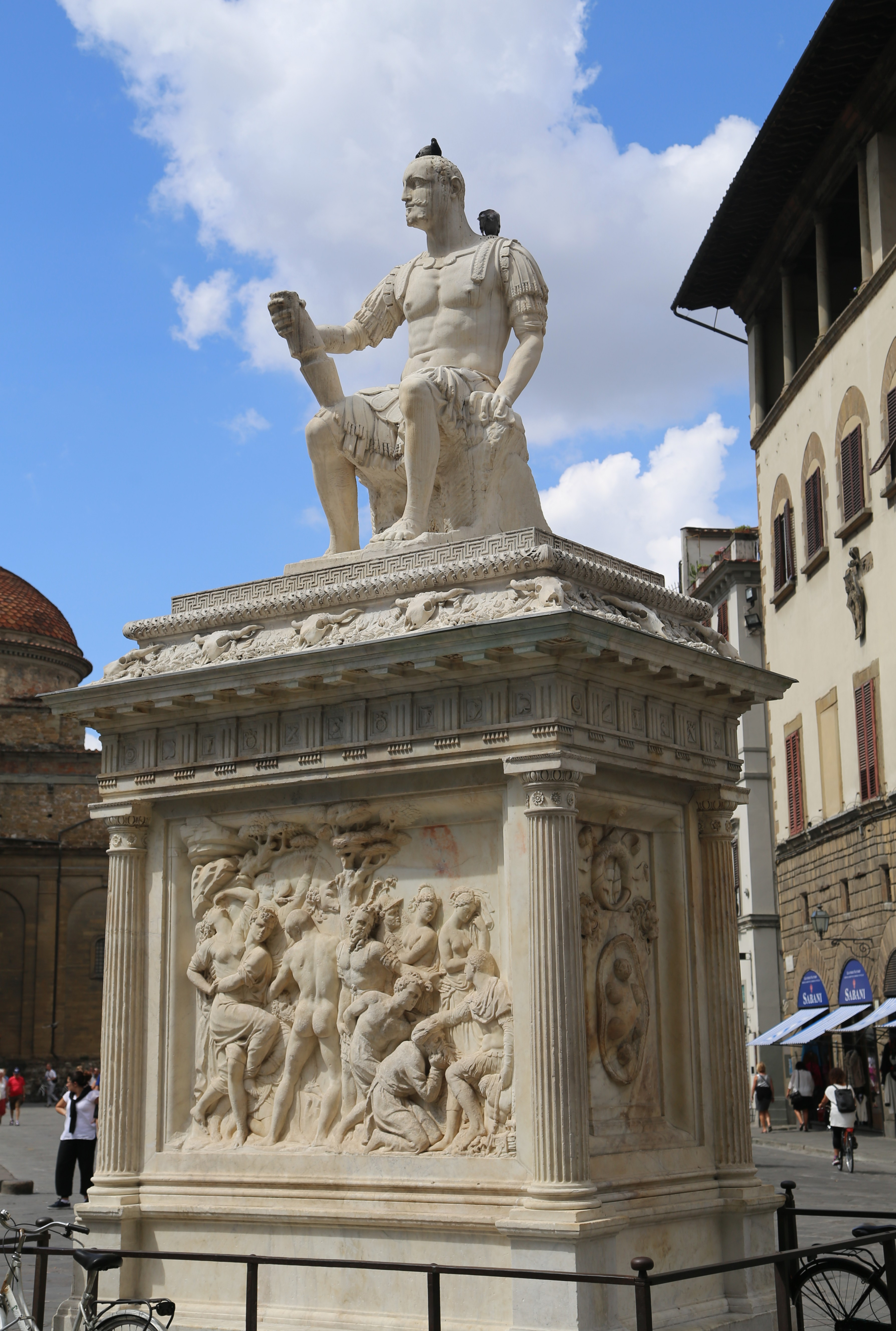
乔瓦尼·达莱·班德·内雷纪念碑

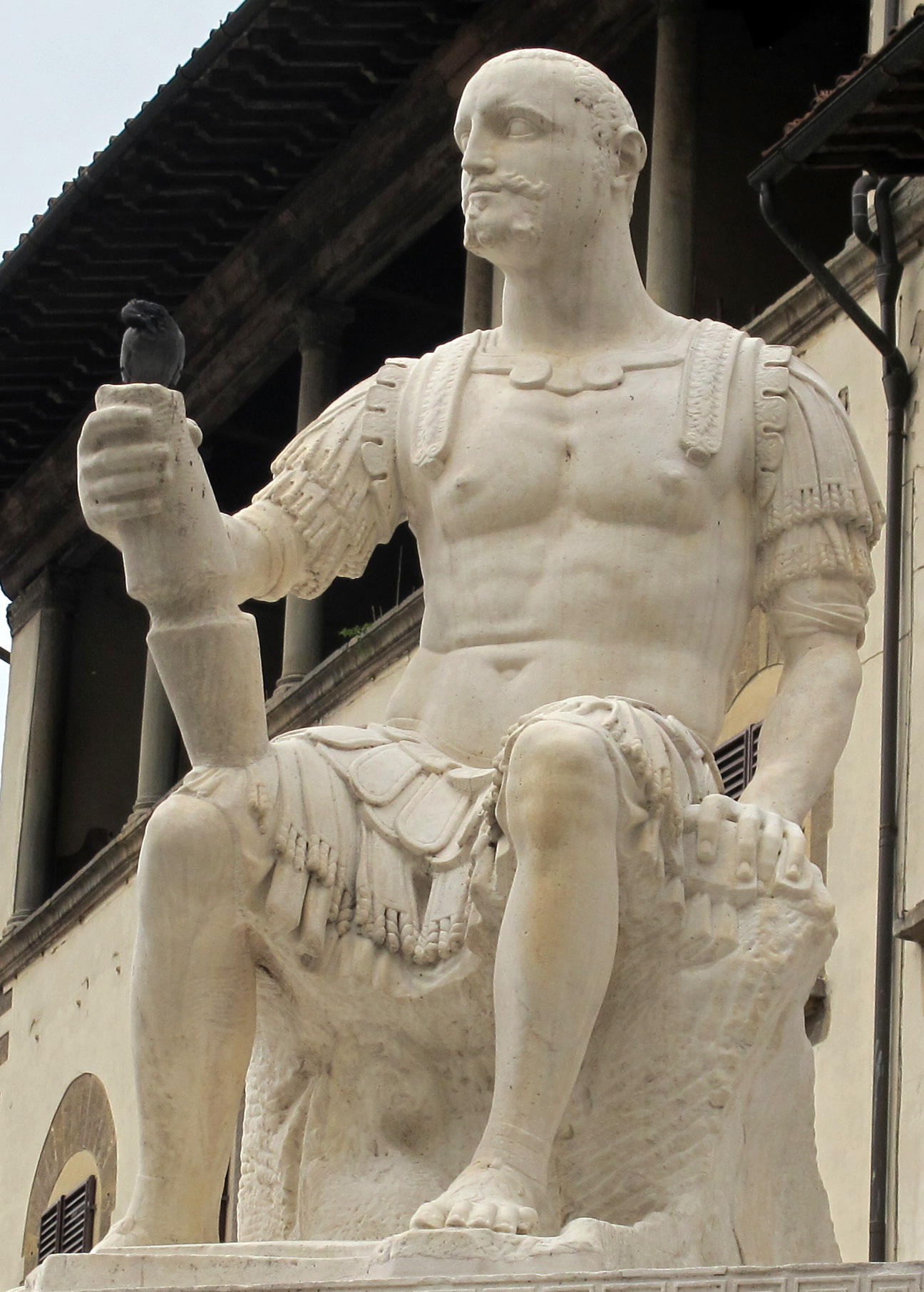
乔瓦尼·达莱·班德·内雷

乔瓦尼·达莱·班德·内雷纪念碑（Monumento a Giovanni delle Bande Nere）坐落在佛罗伦萨的圣老楞佐广场。
1540年，科西莫一世 (托斯卡纳)委托巴乔·班迪内利完成雕塑。雕塑最初打算放在佛罗伦萨圣老楞佐大殿内，因此设计成坐像。1592年，雕塑安放在旧宫的五百人大厅，而基座安放在圣老楞佐大殿内。1620年，科西莫二世·德·美第奇下令安放到圣老楞佐广场一角。
雕塑身穿古罗马肌肉胸甲。

## 参考

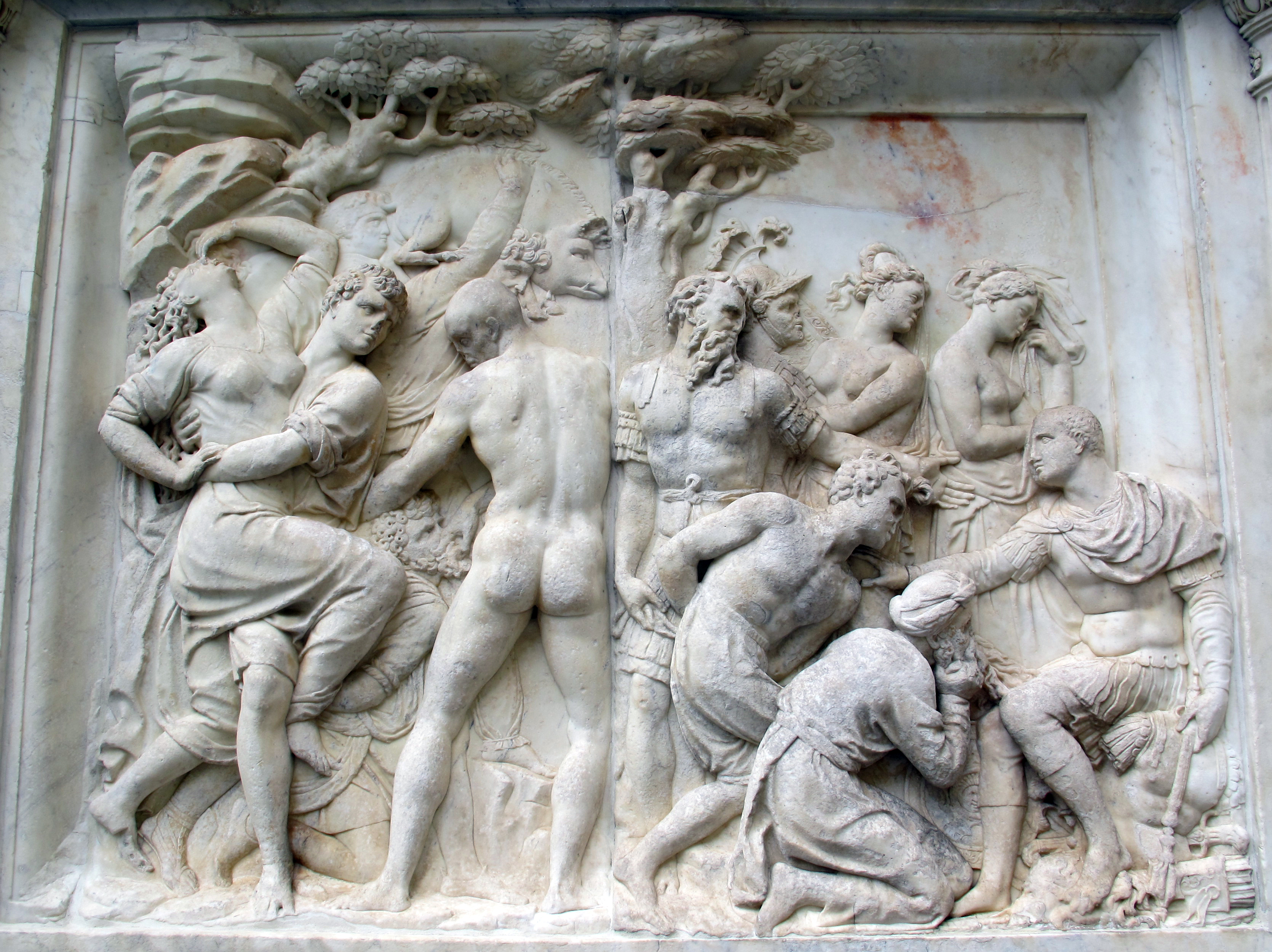
Il bassorilievo